# Карлуш Мота Пінту
Ка́рлуш Мо́та Пі́нту (порт. Carlos Mota Pinto; *25 липня 1936, Помбал — †7 травня 1985, Коїмбра) — португальський політик і університетський викладач. Був 7-м прем'єр-міністром Португалії після Революції гвоздик, з 22 листопада 1978 до 1 серпня 1979 року.

## Біографія
Був професором права Університету Коїмбри, де здобув вищу освіту і отримав ступінь доктора юридичних наук, вважався впливовим теоретиком, за доктриною — особливо впливовим в адвокатській спільноті країни в галузі цивільного права. Його найвідомішою роботою став посібник із Загальної теорії цивільного права. Крім того, викладав у Католицькому університеті Португалії, а також у ряді зарубіжних університетів.
Після революційних подій 25 квітня 1974 року, допоміг заснувати, поряд з Франсішку Са Карнейру, Франсішку Пінту Балсемау і Жоакімом Магальяйшем Моту, Народно-демократичну партію (в даний час Соціал-демократична партія). Згодом був обраний депутатом (і лідером парламентської групи) до Національної Асамблеї. Розірвав відносини з Франсішку Са Карнейру під час конгресу партії в Авейру у грудні 1975 року, хоча пізніше відновив відносини з Са Карнейру і з партією (на дату смерті Са Карнейру був представником генерала Соареша Карнейру на президентських виборах 1980 року). Пізніше став віце-президентом Соціал-демократичної партії та її кандидатом на посаду прем'єр-міністра у 1983 році, а також президента Республіки між 1984 і 1985 роками.
Крім того, був міністром торгівлі та туризму в I-го Конституційного уряду (1976—1977), прем'єр-міністром IV Конституційного уряду з 1978 по 1979 рік (призначений за президентською ініціативою Рамалью Еанеша), а також заступником прем'єр-міністра і міністром оборони в IX Конституційному уряді (1983—1985).
Помер раптово від серцевого нападу у 1985 році в Коїмбрі (у віці 48 років), за декілька днів до початку конгресу Соціал-демократичної партії в Фігейра-да-Фож, на якому її керівником було обрано Анібала Каваку Сілву.
Був одружений з Марією Фернандою Кардозу Коррея, від якої мав трьох синів.